# 한랭 고기압
한랭 고기압(寒冷高氣壓)은 방사 냉각이 강하여 지표 부근의 공기의 밀도가 커져서 생기는 고기압이다. 이 고기압은 지표 부근의 냉각이 그다지 높은 곳까지 미치지 않기 때문에 2~3km 상공에서는 주위와 거의 같은 밀도가 되어 있기 때문에 그 이상의 고도에서는 고기압이 아니다. 이 고기압의 전형적인 예가 겨울의 시베리아 고기압으로, 중심 기압이 때로는 1,080hPa에 달한다. 이와 같이 강한 고기압이 생기려면 단지 방사 냉각이 강해야 하는 것만이 아니라 지형도 커다란 영향을 미친다. 예를 들어 시베리아 평원의 남쪽에는 티베트고원이 있는데, 이 고원은 시베리아 평원에 있던 차가운 공기가 남쪽으로 흘러나오는 것을 차단시키거나 남쪽에서 따뜻한 기류가 들어오는 것을 차단한다. 시베리아 평원에 차가운 공기가 어느 정도 축적되면 이 공기는 남동쪽으로 움직이기 시작한다. 이때 차가운 공기는 수평으로 퍼지며, 지표 부근의 공기는 하층에서부터 점차 따뜻해지기 때문에 기압이 점차 낮아진다. 시베리아 고기압이 동해를 지나갈 때 하층부터 따뜻해지기 때문에 기압이 낮아진다.

## 같이 보기
- 고기압
- 온난 고기압